# Harálabos Papadiás
Harálabos Papadiás, född 24 januari 1975 i Aten, är en grekisk före detta friidrottare som tävlade i kortdistanslöpning.
Papadias främsta merit är guldmedaljen på 60 meter från inomhus-VM 1997 i Paris. Året efter blev han bronsmedaljör vid EM i Budapest på 100 meter. Han deltog vid Olympiska sommarspelen 1996 men tog sig då inte vidare från försöken på 100 meter. 

## Personliga rekord
- 60 meter - 6,50 från 1997
- 100 meter - 10,15 från 1998